# Gryon, Vaud
Gryon är en ort och kommun  i distriktet Aigle i kantonen Vaud, Schweiz. Kommunen har 1 508 invånare (2023).